# Azealia Banks
Azealia Amanda Banks (/əˈziːliə/, New York, 31 mei 1991) is een Amerikaanse rapper, zangeres en songwriter.
Opgegroeid in Harlem begon Banks in 2008 met het uitbrengen van muziek op Myspace. Ze tekende vervolgens op zeventienjarige leeftijd een contract met XL Recordings. Na het uitbrengen van haar debuutsingle 212, tekende zij bij Interscope Records en Polydor. In 2012 bracht Banks haar eerste ep uit, 1991. Banks' eerste studioalbum Broke with Expensive Taste volgde in in maart 2015.

## Broke with Expensive Taste
Op 23 maart 2015 bracht Azealia Banks haar debuutalbum Broke with Expensive Taste uit in Nederland via Caroline Benelux. Ter promotie speelde ze in de zomer van 2015 op verschillende Europese festivals, waaronder het Leedsfestival en Love Saves The Day Festival, beide in het Verenigd Koninkrijk.
- Bibliothèque nationale de France: cb16655173r (data)
- Gemeinsame Normdatei: 1069313831
- International Standard Name Identifier: 0000 0003 8255 6522
- Library of Congress Control Number: no2012129425
- MusicBrainz: 0c3505e7-d884-43cf-9028-d318607190a4
- Virtual International Authority File: 265533889
- WorldCat: E39PBJv8DTWDPHKP3YRHcrfpfq